# Phaeoacremonium austroafricanum
Phaeoacremonium austroafricanum är en svampart som beskrevs av L. Mostert, W. Gams & Crous 2006. Phaeoacremonium austroafricanum ingår i släktet Phaeoacremonium och familjen Togniniaceae.   Inga underarter finns listade i Catalogue of Life.